# Nyolc nő
A Nyolc nő (Huit Femmes) Robert Thomas bűnügyi komédiája. A darab magyarországi ősbemutatója 1964. április 11-én, a Vidám Színpadon volt. Ezidáig Magyarországon 14 bemutatója volt, legutóbb 2016-ban, a Weöres Sándor Színházban.

## Története
|  | Alább a cselekmény részletei következnek! |

Marcelt, az iparmágnást, karácsony előtt a hegyi kastélyában egyik reggel leszúrva találják. A külvilágtól elzárt kastélyban a telefonkészülék nem működik, az egyetlen autó is lerobban. A Marcelhez legközelebb álló nyolc nő mind egymást gyanúsítja.
A feleség Gaby, lányai, Suzon és Catherine, az anyósa, Mamy, sógornője, Augustine, húga, Pierrette, a szakácsnő és a szobalány is eltérően fogalmazzák meg kötődésüket Marcelhez. Dalban éneklik el saját védőbeszédjüket és a riválisok elleni vádbeszédjüket.
|  | Itt a vége a cselekmény részletezésének! |

## Magyarországi bemutatók

### Vidám Színpad
A darab ősbemutatója a Vidám Színpadon volt 1964. április 11-én, Bozóky István rendezésében. A díszleteket és a jelmezeket Vogel Eric tervezte.
Színészek:
- Gaby – Dévai Hédi
- Augustine – Madaras Vilma
- Susanne – Felföldi Anikó
- Catherine – Vass Mari
- Mamy – Fejes Teri
- Mme. Chanel – Holló Eszter
- Louise – Faragó Vera
- Pierrette – Barlay Vali

A Vidám Színpadon másodszor is bemutatták a darabot, 1985. november 15-én, Kalmár Tibor rendezésében. A díszleteket Makai Péter, a jelmezeket pedig Mialkovszky Erzsébet tervezte.
Színészek:
- Gaby, az anya – Kállay Ilona
- Augustine, Gaby nővére – Géczy Dorottya
- Susanne, az idősebb lánya – Rátonyi Hajni, Mihály Marianna
- Catherine, fiatalabb lánya – Nyertes Zsuzsa
- Mamy, a nagymama – Komlós Juci
- Madame Chanel, a nevelőnő – Schubert Éva
- Louise, az új szobalány – Pálos Zsuzsa, Dzsupin Ibolya
- Pierrette, a váratlan vendég – Faragó Vera

Szabadkai Népszínház
A Szabadkai Népszínházban 1967.november 7.-én mutatták be a darabot, Pataki László rendezésében.
Színészek:
Gaby: Heck Paula
Susanne: Süveges Eta
Catherine: Majoros Katalina
Mamy: Szabó Cseh Mária
Augustine: Fazekas Piri
Luise: Bada Irén
Pierrette: Albert Mária
A Szabadkai Népszínházban masodszor is bemutatták a darabot 2015.március 5-én, Olivera Ðorđevic rendezésében.
Színészek:
Gaby, az anya: Vicei Natália
Suzon, az idősebb lánya: Pámer Csilla
Catherine, a fiatalabb lánya: Baráth Attila (?)
Mamy, a nagymama: Sziráczky Katalin
Augustine, Gaby nővére: G. Erdélyi Hermina
Chanel, a házvezetőnő: Körmöci Petronella
Louise, az új szobalány: Pesitz Mónika

### Miskolci Nemzeti Színház
A Miskolci Nemzeti Színházban 1986. október 1-én mutatták be a darabot, Dezsényi Péter rendezésében. A díszleteket Gergely István, a jelmezeket Horváth Éva tervezte.
Színészek:
- Gaby, az anya – Zsolnai Júlia
- Augustine, Gaby testvére – Horváth Zsuzsa
- Suzon, Gaby idősebb lánya – Karancz Katalin
- Catherine, Gaby fiatalabb lánya – Oláh Bódi Éva
- Mamy, a nagymama – Máthé Éva
- Madame Chanel, nevelőnő – Péva Ibolya
- Louise, az új szobalány – Papp Györgyi
- Pierrette – Fehér Ildikó

A Miskolci Nemzeti Színházban másodszor 2008. február 8-án mutatták be a darabot. Fordította: Gara György. A rendező Balikó Tamás volt. A díszleteket Horesnyi Balázs, a jelmezeket Laczó Henriette tervezte.
Színészek:
- Gaby – Seres Ildikó
- Suzon – Jancsó Dóra
- Catherine – Pap Lívia
- Mamy – Kerekes Valéria
- Augustine – Müller Júlia
- Madame Chanel – Péva Ibolya
- Louise – Szegő Adrienn
- Pierette – Kertész Marcella

### Kolozsvári Állami Magyar Színház
A Kolozsvári Állami Magyar Színházban 1987. június 15-én volt az előadás premierje, Dehel Gábor rendezésében. A díszleteket Valovits László, a jelmezeket Sz. Wittlinger Margit tervezte.
Színészek:
- Gaby – Vitályos Ildikó
- Augustine – Krasznai Paula
- Suzon – Vajda Zsuzsa
- Catherine – Panek Kati
- Mami – Váli Zita
- Madame Chanel – Lázár Erzsébet
- Louise – Albert Júlia
- Pierette – Borbáth Júlia

Los Angelesi Thália Stúdió:
A Los Angelesi Thália Dtúdioban 2001-ben mutatták be, Varga Tibor rendezésében.
Szereplők:
Gaby: Óss Enikő
Suzanne: Fehér Lívia
Catherine: Finta Ilona Vanda
Mamy: D. Vásárhelyi Kati
Augustine: Cser Marika
Channel asszony: Érseki Emőke
Louise: Tóth Kinga
Pierrette: Gáspár Andrea

### Sepsiszentgyörgyi Állami Magyar Színház
A Sepsiszentgyörgyi Állami Magyar Színházban 1987. augusztus 12-én volt az előadás premierje, Völgyesi András rendezésében. A díszleteket Deák Barna, a jelmezeket Deák M. Rita tervezte.
Színészek:
- Gaby – Balázs Éva
- Augustine – Szabó Mária
- Suzanne – Rozsnyai Júlia
- Catherine – Nászta Katalin
- Mamy – Molnár Gizella
- Madame Chanel – D. Vásárhelyi Katalin, Darkó Éva
- Louise – Várady Mária
- Pierette – Nagy Ilona

Békés Megyei Jókai Színház
A Békés Megyei Jókai Színházban 1996.október 19-én mutatták be a darabot, Szőnyi G. Sándor rendezésében, A gyilkos köztünk van! – címmel.
Színészek:
Thelma: Felkai Eszter
Gabi: Kovács Edit
Suzon: Vékony Anna
Catherine: Paczuk Gabi
Madame Chanel: Muszte Anna
Louise: Csizmadia Éva
Pierrette: Dobó Alexandra
Augustine: Nagy Erika

### Győri Nemzeti Színház
A Győri Nemzeti Színházban 2003. március 21-én volt az előadás premierje, Bor József rendezésében. A díszleteket Kis-Kovács Gergely, a jelmezeket Gloria Von Berg tervezte.
Színészek:
- Gaby, az anya – Horváth Ibolya
- Augustine, Gaby nővére – Bende Ildikó
- Suzon – Molnár Virginia
- Catherine – Szabados Éva
- Mamy, a nagymama – Baranyai Ibolya
- Chanel asszony, nevelőnő – Janisch Éva
- Louise, az új szobalány – Lenner Karolina
- Pierette – Gerbert Judit

### Ruttkai Éva Színház
A Ruttkai Éva Színházban 2004. február 19-én mutatták be a darabot, Nagy Miklós rendezésében. A díszleteket és a jelmezeket Szalai Zsolt tervezte.
Színészek:
- Gaby – Bánfalvy Ágnes
- Augustine – Tóth Judit
- Stephanie – Géczy Dorottya
- Catherine – Konta Barbara
- Chanel – Pálos Zsuzsa
- Louise – Keresztes Ildikó
- Pierrette – Bíró Ica
- Susanne – Pokrivtsák Mónika

### Marosvásárhelyi Nemzeti Színház
A Marosvásárhelyi Nemzeti Színházban 2004. március 12-én mutatták be a darabot, Dinulescu Radu rendezésében
Színészek:
- Gabi – Kilyén Ilka
- Augustine – Somody Hajnal
- Catherine – Darabont Mik old
- Mamy – Balázs Éva
- Chanel – László Zsuzsa
- Louise – Fodor Piroska
- Pierrette – Fülöp Bea
- Suzon – Nagy Dorottya, Ruszuly Éva

### Budapesti Kamaraszínház
A Budapesti Kamaraszínházban 2005. május 14-én volt az előadás premierje, Szegvári Menyhért rendezésében. A díszleteket és a jelmezeket Húros Annamária tervezte.
Színészek:
- Gaby – Szilágyi Zsuzsa
- Augustine – Andai Györgyi
- Susanne – Juhász Réka
- Catherine – Sata-Bánfi Ágota
- Mamy – Tímár Éva
- Madame Chanel – Kishonti Ildikó
- Louise – Szabó Margaréta
- Pierette – Bacsa Ildikó

### Korzó
Szegeden, a Korzón, a Katedra Színitanoda 2006. január 27-én mutatta be a darabot, Dálnoky Zsóka rendezésében. A díszleteket Toronykőy Attila, a jelmezeket Gimesi Dóra tervezte.
Színészek:
- Gaby, az anya – Molnár Tünde
- Augustine, Gaby nővére – Ambrus Réka
- Susanne, Gaby idősebb lánya – Goda Szilvia
- Catherine, Gaby fiatalabb lánya – Kürtös Petra
- Mamy, a nagymama – Petró Annamária
- Madame Chanel, a nevelőnő – Varga Mónika
- Louise, az új szobalány – Stégelmayer Rachel
- Pierette – Csorba Kata

A Harag György Társulat, Szatmárnémeti: 2008/2009 évadban mutatta be.
- Gaby – Kovács Éva (Poór Lili-díjas)
- Augustine – László Zita
- Suzon – Varga Andrea
- Catherine – Bándi Johanna
- Mamy – Méhes Kati (Poór Lili-díjas)
- Chanel – Csíky Orsolya
- Louise – Gál Ágnes
- Pierette – Vencz Stella Gabriella

- Rendező: KINCSES ELEMÉR m.v.
- Díszlettervező: LÁSZLÓ ILDIKÓ
- Jelmeztervező: LÁSZLÓ ILDIKÓ
- Bemutató: 2008. 10. 10.

### Vörösmarty Színház
Székesfehérvárott, a Vörösmarty Színház 2009. március 13-án mutatta be a darabot, Lendvai Zoltán rendezésében. A díszleteket Túri Erzsébet, a jelmezeket Fekete Mónika tervezte.
Színészek:
- Mamy – Zsurzs Kati
- Gaby – Incze Ildikó
- Susanne – Váradi Eszter
- Catherine – Bakonyi Csilla
- Augustine – Dzsupin Ibolya
- Pierrette – Brunner Márta
- Chanel – Drahota Andrea
- Louise – Csizmadia Ildikó

RS9 Színház
Az RS9 Színház 2009. május 23-án mutatta be a darabot, Bendzsák István rendezésében.
Színészek:
Gaby: Szabados Böbe
Susanne: Vida Emőke
Catherine: Vass Anita
Mamy: Zsinka Zsanett
Augustine: Wessely Zsófia
Madame Chanel: Szabó Sarolt
Loiuse: Bernhardt Lívia
Pierrette: Kispál Evelin

### Turay Ida Színház
A Turay Ida Színház 2009. november 21-én mutatta be a darabot, Böhm György rendezésében. A díszleteket és a jelmezeket Túri Erzsébet tervezte.
Színészek:
- Mamy, a nagymama – Pásztor Erzsi
- Gaby, az anya – Bencze Ilona
- Suzon, az idősebb lánya – Borbély Krisztina
- Catherine, a fiatalabb lánya – Rárósi Anita
- Augustine, Gaby nővére – Halász Aranka
- Pierrette, a sógornő – Nyírő Bea
- Chanel asszony, nevelőnő – Tóth Judit
- Louise, szobalány – Keresztes Ildikó

Thália Színház
A Thália Színházban 2013. április 18-án mutatták be a darabot, Jámbor József rendezésében.
Színészek:
Gaby, Marcel Bernard ünnepelt regényíró felesége:Kövesdi Szabó Mária
Mamy, az anyja: Cs. Tóth Erzsébet
Pierrette, Gaby sógornője: Varga Lívia
Augustine, Gaby húga: Szoták Andrea, Rák Viktória
Susanne, a nagyobbik lány: Szabadi Emőke
Catnerine, a kisebbik lány: Lax Judit
Chanel, a házvezetőnő: Nagy Kornélia
Luise, a szobalány: Márkus Judit
Marcel Bernard, író: Dudás Péter, Pólos Árpád

### Játékszín
A Játékszín 2013. december 14-én mutatta be a darabot, Korcsmáros György rendezésében. A díszleteket Menczel Róbert a jelmezeket Kovács Yvette Alida tervezte.
Színészek:
- Mamy, a nagymama – Pásztor Erzsi
- Gaby, az anya – Hernádi Judit
- Suzon, az idősebb lánya – Lévay Viktória
- Catherine, a fiatalabb lánya – Erdélyi Tímea
- Augustine, Gaby nővére – Zsurzs Kati
- Pierrette, a sógornő – Horváth Lili
- Chanel asszony, nevelőnő – Tóth Judit
- Louise, szobalány – Dobó Kata

### Csokonai Nemzeti Színház
A debreceni Csokonai Nemzeti Színház 2015. november 13-án mutatta be a darabot Keszég László rendezésében. A díszletet Árvai György, a jelmezeket Szűcs Edit (iparművész) tervezte.

#### Színészek
- Mamy, a nagymama – Esztergályos Cecília
- Gaby, az anya – Varga Klári
- Suzon, az idősebb lánya – Szakács Hajnalka
- Catherine, a fiatalabb lánya – Edelényi Vivien
- Augustine, Gaby nővére – Majzik Edit
- Madame Chanel, nevelőnő – Oláh Zsuzsa
- Louise, az új szobalány – Sárközi-Nagy Ilona
- Pierette – Zeck Juli

### Weöres Sándor Színház
A szombathelyi Weöres Sándor Színház 2016. február 12-én mutatta be a darabot, Göttinger Pál rendezésében. A díszleteket Pilinyi Márta, a jelmezeket Bujdosó Nóra tervezte.
Színészek:
- Mamy, a nagymama (Mamy) – Vlahovics Edit
- Gaby, az anya (Gaby, Catherine és Susanne mamája) – Fekete Linda
- Suzon, az idősebb lánya (Susanne, az úr lánya) – Grisnik Petra
- Catherine, a fiatalabb lánya (Catherine, Susanne húga) – Sodró Eliza
- Augustine, Gaby nővére (Augustine néni) – Bálint Éva
- Pierrette, a sógornő (Pierette) – Edvi Henrietta
- Chanel asszony, nevelőnő (Madame Chanel) – Németh Judit
- Louise, szobalány (Louise, a szobalány) – Alberti Zsófia

### Pécsi Nemzeti Színház
A darabot 2023. december 16-án mutatták be Vidákovics Szláven rendezésében. A díszletet Bátonyi György, a jelmezeket Fekete Katalin tervezte

#### Színészek
- Mamy, a nagymama – Vári Éva
- Gaby, az anya – Stubendek Katalin
- Susanne, az idősebb lánya – Vlasits Barbara
- Catherine, a fiatalabb lánya – Kovács Panka
- Augustine, Gaby nővére – Füsti Molnár Éva
- Madame Chanel, nevelőnő – Uhrik Teodóra
- Louise, az új szobalány – Foki Veronika
- Pierette – Darabont Mikold